# Número hiperreal
Los números hiperreales son una extensión del conjunto de los números reales que permiten entre otros formalizar algunas operaciones con infinitésimos, y probar algunos resultados clásicos del análisis real de manera más sencilla.
El sistema de números hiperreales es una manera de tratar cantidades infinitas e infinitesimales. Los hiperreales o reales no estándar, {\displaystyle {}^{*}\mathbb {R} }, son una extensión de los números reales {\displaystyle \mathbb {R} } que contienen números mayores que

{\displaystyle 1+1+\cdots +1\,} (para cualquier número finito de términos).

Tal número es infinito, y su recíproco infinitesimal. El término "hiper-real" fue presentado por Edwin Hewitt en 1948.
Como estructura algebraica son un cuerpo no arquimediano y métricamente incompleto que contiene al conjunto arquimediano y completo identificable con los números reales. Formalmente pueden construirse de manera totalmente rigurosa a partir de una axiomatización de primer orden de los números reales. Dicha axiomatización es una teoría no categórica y por tanto admite varios modelos no isomorfos, uno de ellos los números reales estándar y otro de ellos identificable con los hiperreales. Además si se pretende evitar la teoría de modelos puede ampliarse la teoría de los números reales mediante un predicado abstracto (semánticamente interpretable como "x es un número real estándar") y tres axiomas adicionales que describen dicho predicado (estos predicados permiten caracterizar la diferencia entre un número real estándar y uno hiperreal no convencional).

## Historia
El concepto de número hiperreal proviene del análisis no estándar, dominio que fue desarrollado en los años 1970 por Abraham Robinson, aunque tiene antecedentes en los trabajos de Wilhelmus Luxemburg en los años 1960 y Edwin Hewitt (1948). El análisis no estándar pretende, y logra, justificar rigurosamente el empleo de números infinitos e infinitesimales. El conjunto de los reales más estos nuevos elementos se denominan números hiperreales y se designan por {\displaystyle {}^{*}\mathbb {R} }, cumpliéndose que {\displaystyle \mathbb {R} \subset \!{}^{*}\mathbb {R} }.
De alguna manera, los antiguos matemáticos griegos emplearon una aproximación intuitiva a los números hiperreales, aunque de un modo totalmente intuitivo y no riguroso. Para estos matemáticos, una longitud a era infinitesimal comparada con b si multiplicándola por cualquier entero nunca se lograría superar a b: 2a, 3a, 4a... 1000a...n·a... son todos inferiores a b (con n un entero cualquiera). Esta definición es la negación misma de la propiedad fundamental que dice que el conjunto de los números reales es arquimediano.
Entre el renacimiento y el siglo XVIII se volvió a utilizar los infinitesimales y Gottfried Leibniz propuso una teoría, construida a partir de un número infinito «mayor que todos los enteros existentes». Esta teoría no tenía fundamentos lógicos sólidos, pero permitía hacer los cálculos que necesitaban los físicos, sobre todo en las ecuaciones diferenciales. El análisis no estándar formaliza las nociones de la aritmética de infinitesimales e infinitos de Leibniz como números hiperreales no estándar. Además de infinitesimales e ilimitados (infinitos), se definen los limitados (complemento del conjunto anterior) y apreciables (ni infinitésimos, ni ilimitados). A partir de estos cuatro conjuntos se tienen las siguientes reglas de Leibniz para las operaciones aritméticas de estos conjuntos:
| +/-           | infinitesimal | limitado  | apreciable | ilimitado |
| ------------- | ------------- | --------- | ---------- | --------- |
| infinitesimal | infinitesimal | limitado  | apreciable | ilimitado |
| limitado      | limitado      | limitado  | limitado   | ilimitado |
| apreciable    | apreciable    | limitado  | limitado   | ilimitado |
| ilimitado     | ilimitado     | ilimitado | ilimitado  | ?         |
Para la multiplicación las reglas de Leibniz son las siguientes:
| x             | infinitesimal | limitado      | apreciable    | ilimitado |
| ------------- | ------------- | ------------- | ------------- | --------- |
| infinitesimal | infinitesimal | infinitesimal | infinitesimal | ?         |
| limitado      | infinitesimal | limitado      | limitado      | ?         |
| apreciable    | infinitesimal | limitado      | apreciable    | ilimitado |
| ilimitado     | ?             | ?             | ilimitado     | ilimitado |
Estas reglas heurísticas se siguieron empleando hasta bien entrado el siglo XVIII, cuando se inventó y perfeccionó la teoría de los límites, que las hizo inútiles. Cauchy, Dedekind, Cantor, Weierstrass, Bolzano y Heine entre otros matemáticos se habían ocupado de precisar de una manera totalmente rigurosa los conceptos de continuidad y límite. Estos matemáticos desarrollaron un formalismo riguroso que permitía eliminar numerosas aporías y paradojas del análisis (ver por ejemplo 1 − 2 + 3 − 4 + · · ·). El precio de este rigor fue un formalismo pesado y poco intuitivo, aunque más productivo y libre de contradicciones. Se soñó en los siglos XIX y XX con inventar unas matemáticas que darían cabida a los añorados números infinitos (grandes o pequeños).
La tentación era siempre añadir estas cantidades mal definidas al conjunto de los números reales, pero el problema era que se tenía entonces que averiguar si los teoremas vigentes en los reales eran o no válidos para los hiperreales. Naturalmente, nunca se logró, porque no era el método adecuado.

## Construcción
Existen tres maneras concebibles de llegar a construir un conjunto como el de los números hiperreales:
- La construcción directa añadiendo un número de números hiperreales a los reales y postulando reglas ad hoc específicas para las operaciones aritméticas (históricamente este es la vía por la que se introdujeron los infinitésimos). Los infinitésimos serían números más pequeños que cualquier número real convencional, y sus respectivos inversos corresponderían a números "infinitos" o "no acotados").
- Como extensión de la teoría de los reales, este enfoque el que posiblemente permite manejar más fácilmente los números hiperreales y demostrar resultados consiste en introducir un nuevo predicado {\displaystyle \mathrm {est} (\cdot )} y tres axiomas nuevos llamados de "principio de transferencia", "principio de idealización" y "principio de estandarización".
- Como modelo no estándar de la teoría de los números reales.

### Representación intuitiva
El modelo de construcción directa es el menos formal de los procedimientos de construcción, y por tanto formalmente es el más endeble. Sin embargo, muchas de las intuiciones que llevaron a las otras construcciones formales partieron de generalizar las propiedades posibles de los infinitesimales. La representación intuitiva de esta sección ilustra las propiedades de los sistemas formalmente construibles por otros métodos y a los que se podrían llegar generalizando la adición directa.
En la figura siguiente se ha representado la recta de los hiperreales a tres escalas distintas: ω es un número infinito cualquiera (como los que puede demostrarse que existen en un modelo no estándar de la teoría de los reales) y ε es un infinitesimal, también cualquiera. Ambos son positivos.

Para pasar de una línea a la siguiente agrandamos la escala de un factor infinito. En la primera línea, los números finitos no se pueden distinguir porque están todos infinitamente próximos al cero, como pegados. En la segunda son los infinitesimales que no se pueden vislumbrar, y los infinitos están lógicamente a una distancia infinita del cero.

Los infinitos de esta teoría no tienen nada que ver con los inventados por Georg Cantor, en el contexto de los ordinales y los cardinales. (ver números infinitos). En efecto Cantor, que inventó (en Occidente) la noción de número infinito solo se interesó en los enteros, mientras que el análisis no estándar se ocupa de los reales. Si ω designa el primer infinito de Cantor, entonces {\displaystyle \omega  \over 2} y 
 simplemente no tienen significado en su teoría.

### Construcción directa
Los números hiperreales pueden ser concebidos como un conjunto infinito y estratificado de copias de un conjunto de los números hiperreales limitados {\displaystyle \mathbb {L} =\mathrm {Lim} ({}^{*}\mathbb {R} )}. Nótese que este conjunto contiene a todos los números reales ordinarios {\displaystyle \mathbb {R} \subset \mathbb {L} } además de sus respectivos "halos" (ver más adelante). El halo o mónada de un número real x es un conjunto de números hiperreales infinitesimalmente cercanos a x:

{\displaystyle {\text{monad}}(x)=\{y\in \mathbb {R} ^{*}\mid x-y{\text{ is infinitesimal}}\}}

La noción de infinitesimal puede definirse rigurosamente en el lenguaje de la teoría de los números reales extendidas con el predicado "estándar" (ver más adelante). De hecho todos los números infinitesimales resultan ser todos los números hiperreales no nulos que configuran la mónada del número real 0:

{\displaystyle \epsilon \ \mathrm {infinitesimal} \Leftrightarrow \epsilon \in {\text{monad}}(0)}

El conjunto de los números reales junto con sus mónadas satisface la relación:

{\displaystyle \mathbb {R} \subset \bigcup _{x\in \mathbb {R} }{\text{monad}}(x)\subseteq \mathbb {L} }

Para cualquier número infinitesimal {\displaystyle \epsilon \neq 0} defínase el número hiperreal no limitado {\displaystyle h_{\epsilon }=1/\epsilon \notin \mathbb {R} }, y una "copia trasladada" de {\displaystyle \mathbb {L} }:

{\displaystyle \mathbb {L} _{h_{\epsilon }}:=\left\{x\in {}^{*}\mathbb {R} |\ \exists y\in \mathbb {R} :\ x=y+{\frac {1}{\epsilon }}\right\}}

Finalmente el conjunto de los hiperreales puede concebirse como el conjunto reunión de todas las copias trasladadas con la anterior:

{\displaystyle {}^{*}\mathbb {R} =\left(\bigcup _{\epsilon }\mathbb {L} _{h_{\epsilon }}\right)\bigcup \mathbb {R} }

### Extensión a partir de la teoría de los reales
Otra posibilidad lógica ofrecida por la lógica matemática. Los números reales convencionales son una realización posible de la llamada teoría de primer orden de los números reales. Dicha teoría consiste en un conjunto de axiomas expresables en un lenguaje formal de primer orden. Los números reales usados comúnmente en la resolución de problemas de análisis matemáticos satisfacen dichos axiomas, así como todos los teoremas lógicamente deducibles a partir de dichos teoremas mediante las reglas de deducción de dicho lenguaje formal. Si se modifican ligeramente los axiomas o se introducen algunos símbolos nuevos en el alfabeto básico del lenguaje formal original puede obtenerse un modelo que incluya números con las propiedades tradicionalmente atribuibles a los números infinitesimales.
Para construir el sistema de los números los hiperreales según este enfoque, no hay que tocar la construcción de los conjuntos de números, sino el lenguaje lógico-formal que sirve de fundamento para esa construcción (es decir, los axiomas que el modelo buscado debe satisfacer). Esto puede hacerse a partir de una formalización axiomática la teoría de los conjuntos numéricos como la que puede obtenerse a partir de los axiomas de Zermelo-Fraenkel. A partir de dicha teoría puede usarse el teorema de compacidad de la lógica de primer orden para obtener un modelo con las propiedades deseadas. Ese modelo permitía además añadir a los viejos axiomas nuevos axiomas a la teoría consistentes con los anteriores. Concretamente, A. Robinson inventó un nuevo predicado unario: "estándar" y de ahí se presenta dos casos: un número x es estándar o no lo es, en relación con esto, es muy importante la siguiente distinción entre propiedad interna y externa:
Una propiedad o proposición es interna si se puede expresar en la teoría de Zermelo-Fraenkel, es decir si no requiere la palabra estándar o una de sus derivadas para definirse. Se emplea también la palabra estándar para cualificar a una fórmula interna lo que puede provocar confusión: una fórmula es estándar si no contiene la palabra estándar...

Una fórmula es externa cuando no se puede escribir sin emplear la palabra estándar o una de sus derivadas.
Luego se impuso tres condiciones a este predicado (llamadas transferencia, idealización y estandarización) para asegurarse de la existencia de nuevos números, no estándares, con las propiedades adecuadas, dignas de infinitesimales e infinitos, más concretamente se formuló la propiedad de transferencia.

#### Axiomas de transferencia e idealización
Esta propiedad de transferencia es la siguiente:
Si para cualquier x estándar, P (x) es cierto (P es una proposición interna) entonces P (x) es cierto para cualquier x (sea o no estándar):

{\displaystyle \forall ^{st}P\ (\ (\forall ^{st}x\ P(x))\Longrightarrow (\forall x\ P(x))\ )}

Esta propiedad significa que todas las reglas clásicas, que son ciertas en las matemáticas usuales se generalizan sin cambio alguno a los objetos no estándares. O sea, no hay que demostrarlas de nuevo. Por ejemplo, sea P (x) la proposición: si x > 0 entonces existe y tal que 0 < y < x. Sabemos que P (x) es siempre cierta en los reales usuales (para y basta con tomar x/2). P es además una proposición interna. En consecuencia, P es válida también para todos los reales no estándares. La transferencia se emplea a menudo bajo su forma contrapuesta:

{\displaystyle \forall ^{st}Q\ (\ (\exists x\ Q(x))\Longrightarrow (\exists ^{st}x\ Q(x))\ )}

Lo que se puede parafrasear así: si existe un elemento que verifique una propiedad interna, entonces existe un elemento estándar que también lo verifique. La propiedad de idealización es la siguiente (con P una proposición interna):
Si para todo x estándar existe un y tal que P (x, y) sea cierta, entonces existe un y tal que para todo x estándar, P (x, y) sea cierta:

{\displaystyle \forall ^{st}P\ (\ (\forall ^{st}x\ \exists y\ P(x,y)\ )\Longrightarrow (\exists y\ \forall ^{st}x\ P(x,y)\ )\ )}

Se ha permutado los x y los y, y el nuevo y es ideal en el sentido que funciona con todos los x. Por ejemplo, tomemos el P anterior: P (x, y) significa: 0 < y < x. Sabemos que para cualquier x>0 estándar, existe un y entre él y 0, por lo tanto debe existir un y ideal que sea siempre entre 0 y cualquier x > 0 estándar. En otras palabras, existe un número distinto de cero pero inferior a cualquier real positivo. Este número es por definición un infinitesimal, y se denota su naturaleza así: {\displaystyle y\approx 0}
De la misma manera se demuestra que existen números infinitos (que no tienen nada que ver con los ordinales infinitos o los cardinales infinitos): Para todo x estándar existe un y mayor (por ejemplo x + 1 ), luego existe un y ideal mayor que todos los x estándares: es por definición un número infinito, lo que se denota {\displaystyle y\approx +\infty }. La propiedad de la estandarización es técnica, y de poco interés de momento.

### Hiperreales como modelo no estándar
El conjunto de los hiperreales constituye un modelo en el sentido de la teoría de modelos de los axiomas de la teoría de primer orden que define axiomaticamente los números reales. Dicha teoría no es lógicamente completa por lo que admite diversos modelos no isomorfos. Los números reales ordinarios son un modelo para dicha teoría, otro modelo posible son los números hiperreales, que satisfacen los axiomas de la teoría axiomática de los números reales pero algunas propiedades válidas en el modelo estándar no son válidas en el modelo no estándar (aunque ambos modelos satisfacen todos los teoremas deducibles de la teoría axiomática).
Una manera natural de construir el modelo no estándar de los números hiperreales a partir del modelo estándar (números reales ordinarios) es definir un lenguaje de primer orden {\displaystyle {\mathcal {L}}_{\mathbb {R} }} donde además de signos para cuantificadores, relaciones/predicados y funciones se incluyan un número infinito de constantes ca (una para cada número real construible en la teoría). Ese lenguaje puede formalizar los números reales ordinarios que constituyen un modelo posible de dicho lenguaje. Ahora considérese el conjunto Σ de sentencias expresables en dicho lenguaje dado por:

{\displaystyle \Sigma :=\mathrm {Th} \ \mathbb {R} \cup \{c_{a}<x_{1}|a\in \mathbb {R} \}\subset \mathrm {Sent} ({\mathcal {L}}_{\mathbb {R} })}

Nótese que este conjunto es infinito, dado que existe un número infinito de constantes y donde las partes que lo definen son:
{\displaystyle \mathrm {Th} \ \mathbb {R} =\{p\in \mathrm {Sent} ({\mathcal {L}}_{\mathbb {R} })|\ \mathbb {R} \vDash p\}}
{\displaystyle x_{1}\,} es una variable cualquiera del lenguaje {\displaystyle {\mathcal {L}}_{\mathbb {R} }}.
, es el conjunto de sentencias expresables en {\displaystyle {\mathcal {L}}_{\mathbb {R} }} que son válidas en el modelo de los números reales ordinarios.
Dado cualquier subconjunto finito del anterior {\displaystyle \Sigma _{0}\subset \Sigma } es satisfactible sin más que asignar a la variable x1 un valor b suficientemente alto dentro de {\displaystyle \mathbb {R} } (el modelo estándar) dada la finitud del subconjunto siempre es posible satisfacer esta condición:

{\displaystyle \mathbb {R} \vDash \Sigma _{0}\quad [[b]]}

Además el teorema de compacidad garantiza la existencia de un modelo que contiene al anterior donde se satisface que:

{\displaystyle {}^{*}\mathbb {R} \vDash \Sigma \quad [[H]]}

Puede comprobarse que este modelo contiene elementos no acotados como H, y por tanto, este modelo puede interpretarse como el conjunto de los números hiperreales en el que se satisfacen los mismos teoremas que satisfacían los reales ordinarios.

## Aplicaciones

### Continuidad y continuidad uniforme
Para ver el beneficio que se puede sacar del análisis no estándar, comparemos la expresión de la continuidad en el punto x:

(1){\displaystyle \forall \epsilon >0\ \ \exists \alpha >0\ \forall y\ (\left|y-x\right|<\alpha \Longrightarrow \left|f(y)-f(x)\right|<\epsilon )\quad {\mbox{(expresión clásica)}}}

(2){\displaystyle \forall y\ (\ y\approx x\Longrightarrow f(y)\approx f(x)\ )\quad {\mbox{(expresión en análisis no estándar)}}}

La fórmula no estándar resulta mucho más intuitiva y práctica. En general, los números hiperreales permiten suprimir muchos cuantificadores, es decir bajar la complejidad de las fórmulas.
Prueba de la equivalencia:
La expresión clásica es de la forma {\displaystyle \forall \epsilon \ \ P(\epsilon )}
con P una proposición estándar (con tal de que f sea una función estándar también). Entonces, por transferencia equivale a {\displaystyle \forall ^{st}\epsilon \ \ P(\epsilon )}.
P(ε) es de la forma {\displaystyle \exists }α Q(α, ε). Por transferencia también, equivale a {\displaystyle \exists ^{st}}α Q(α, ε).
Hasta aquí se ha obtenido la equivalencia entre (1) y:

(1'){\displaystyle \forall ^{st}\epsilon >0\ \ \exists ^{st}\alpha >0\ \forall y\ (\left|y-x\right|<\alpha \Longrightarrow \left|f(y)-f(x)\right|<\epsilon )}

Ahora, por definición cualquier infinitesimal es inferior a α y ε que son estándares estrictamente positivos.
Luego si x {\displaystyle \approx } y entonces |y - x | {\displaystyle \approx } 0 luego
|y - x | < α.
Por la implicación de (1') se obtiene |f (y) - f (x)| < ε. Como esto es cierto para cualquier ε >0 estándar, entonces |f (y) - f (x)| es infinitesimal, lo que significa que f (y){\displaystyle \approx }f(x)
Acabamos de probar que (1') implica (2):
La recíproca es muy parecida: Supongamos (2), y escojamos ε > 0 estándar. Entonces cualquier infinitesimal α conviene en (1):
Si |y - x| < α {\displaystyle \approx } 0 entonces y {\displaystyle \approx } x luego por (2): f (y) {\displaystyle \approx } f (x) entonces |f (y) - f (x)| {\displaystyle \approx } 0 y por tanto |f (y) - f (x)| < ε.
Por transferencia también existe un α estándar que conviene, lo que da (1').
La continuidad en todo {\displaystyle \scriptstyle \mathbb {R} } equivale (por transferencia) a la continuidad en todos su s estándares:

(3){\displaystyle \forall ^{st}x\ \forall y\ (\ y\approx x\Longrightarrow f(y)\approx f(x)\ )}

La continuidad uniforme sobre el intervalo I = R se expresa así:
expresión en análisis no estándar:
La única diferencia entre (3) y (5) es que en la continuidad uniforme x no tiene que ser estándar. No son equivalentes porque no se puede aplicar la transferencia aquí: los {\displaystyle \approx } hacen que no se trata de una fórmula estándar.
Consideremos la función f: {\displaystyle {\begin{matrix}\mathbb {R} &\longrightarrow &\mathbb {R} \\x&\longmapsto &x^{2}\end{matrix}}}
Para mostrar su continuidad, tomemos x estándar, y por lo tanto finito, e y = x + ε con {\displaystyle \epsilon \approx 0} infinitesimal. (luego {\displaystyle y\approx x}).
Entonces {\displaystyle f(y)=y^{2}=(x+\epsilon )^{2}=x^{2}+2x\epsilon +\epsilon ^{2}=x^{2}+(2x+\epsilon )\epsilon \approx x^{2}=f(x)} porque 2x + ε es un número finito que, multiplicado por un infinitesimal, ε da un infinitesimal. Esto demuestra la continuidad.
Pero f no es uniformemente continua: si tomemos esta vez un x infinito: x = ω y {\displaystyle \epsilon ={\frac {1}{\omega }}} infinitesimal, entonces:
{\displaystyle f(\omega +\epsilon )=\omega ^{2}+2\omega \cdot {\frac {1}{\omega }}+{\frac {1}{\omega ^{2}}}=\omega ^{2}+2+{\frac {1}{\omega ^{2}}}\approx \omega ^{2}+2\ \not \approx \ \omega ^{2}=f(\omega )}. No existe prueba más sencilla.

### Límites
El límite de una sucesión corresponde a un valor de rango infinito de esta. Más precisamente, sea {\displaystyle (u_{n})_{n\in \mathbb {N} }\ } una sucesión (estándar) convergente hacia l eventualmente infinito. Entonces, para todo {\displaystyle \omega \approx \ +\infty ,\ \ u_{\omega }\approx l}
Las nociones de continuidad y de límites son formalmente muy parecidas, de hecho un límite se puede interpretar como una continuidad en un punto infinito. Por eso las pruebas son esencialmente las mismas.
La expresión clásica de {\displaystyle \lim _{n\to \infty }u_{n}=l} es, para l finito:

{\displaystyle \forall \epsilon >0\ \exists N\in \mathbb {N} ,\forall n\ ((n>N)\Longrightarrow (|u_{n}-l|<\epsilon )}

## Propiedades
- El conjunto {\displaystyle {}^{*}\mathbb {R} } es un cuerpo ordenado no arquimediano, y como consecuencia no es completo (todo cuerpo ordenado y completo es arquimediano).
- El conjunto de números hiperreales limitados {\displaystyle \mathrm {Lim} ({}^{*}\mathbb {R} )} es un subanillo (este conjunto incluye a los reales ordinarios y los infinitesimales, los inversos de los infinitesimales son elementos ilimitados y por tanto no pertenecen a este subanillo).
- El conjunto {\displaystyle \mathrm {inf} ({}^{*}\mathbb {R} )} formado por todos los elementos infinitesimales  forma un ideal maximal del anillo anterior {\displaystyle \mathrm {Lim} ({}^{*}\mathbb {R} )}
- El anillo cociente {\displaystyle A:=\mathrm {Lim} ({}^{*}\mathbb {R} )/\mathrm {inf} ({}^{*}\mathbb {R} )} es de hecho un cuerpo ordenado y arquimediano. De hecho se puede demostrar que dicho anillo cociente puede identificarse con los números reales {\displaystyle A\approx \mathbb {R} }.
- El conjunto {\displaystyle \mathbb {N} \subsetneq {}^{*}\mathbb {N} \subset {}^{*}\mathbb {R} } de naturales hiperreales tiene un cardinal como mínimo {\displaystyle 2^{\aleph _{0}}}, mientras que el conjunto de los racionales hiperreales tiene un cardinal como mínimo {\displaystyle 2^{2^{\aleph _{0}}}}. Esto prueba que los números hiperreales son mucho más numerosos que los números reales.

## Generalización
Los números hiperreales pueden ser extendidos a sistemas numéricos con estructura de álgebra o cuerpo mediante diversas tipos de construcciones. Por ejemplo los números superreales son una extensión de los hiperreales, y los surreales a su vez extienden a los superreales. Puede demostrarse la existencia de cadenas de inclusiones esta:

{\displaystyle \mathbb {R} \ \mathrm {(reales)} \subset {\text{Cuerpo de Levy-Civita}}\subset {}^{*}\mathbb {R} \ \mathrm {(hiperreales)} \subset \mathrm {surreales} }

y esta otra:

{\displaystyle \mathbb {R} \ \mathrm {(reales)} \subset \mathrm {superreales} \subset \mathrm {surreales} }

Sin embargo, en general los hiperreales no pueden ser encajados siempre en un cuerpo de números superreales y tampoco a la inversa.